# Gothards Frīdrihs Stenders
Gothards Frīdrish Stenders (Laši, 27 agosto 1714 – Sunākste, 28 maggio 1796) è stato uno scrittore lettone.
Pastore protestante di Zemgale dal 1744 al 1752, di Lietava dal 1753 al 1759 e di Sunākste dal 1766 al 1796, aderì all'illuminismo.
La sua opera principale è Il libro della grande sapienza del mondo e della natura (1774).